# Jeff Simmons
Jeff Simmons, född den 5 augusti 1976 i Hartford, Connecticut, är en amerikansk racerförare.

## Racingkarriär
Efter att ha blivit mästare i Barber Saab både 1998 och 1999 körde Simmons i Indy Lights, där han slutade sjua år 2000. Han blev sedan tvåa i seriens ombildning i Infiniti Pro Series 2003, efter två delsegrar.
Simmons gjorde därefter sin debut i IndyCar Series 2004 i Indianapolis 500. Han nådde målflagg i sin debut med en sextondeplats. Han körde även på Kansas Speedway samma år.
Säsongen 2005 tillbringade Simmons i Infiniti Pro Series, där han ännu en gång slutade tvåa, den här gången besegrad av Wade Cunningham. Efter att ha vunnit premiären säsongen 2006, fick Simmons chansen att köra för Rahal Letterman Racing i IndyCar, efter att Paul Dana dödskraschat under fri träning. Anpassningen gick så pass bra att Simmons tog sex topptioplaceringar i de sista sju tävlingarna.
Han inledde säsongen 2007 med samma team, men kunde inte matcha stallkamraten Scott Sharps resultat, vilket ledde till att Simmons fick lämna teamet efter drygt halva säsongen. Han körde därefter i Indy Lights under 2008.